# Pumpky
Pumpky, též golfky jsou sportovní kalhoty zapínané manžetou pod koleny nebo nad kotníky. Obvykle jsou podkasané a šité v různých šířkách. Používají se jako samostatný oděv nebo jsou součástí sportovního oblečení.
V jiných jazycích se se často rozlišuje několik variant pumpek. Např. v angličtině: knickerbockers, plusfours, knee pants, v němčině:  Knickerboker, Kniehose, Pumphose, ve francouzštině:  pantalon de golf.

## Historie pumpek
Široké pumpky ve tvaru pytle (příp. hedvábné) patřily k ženským i mužským oděvům na území přední Asie, severní Afriky i jihovýchdní Evropy od pradávna.
Hedvábné pumky byly v 17. stletí součástí slavnostních oděvů šlechty i papežských komořích.
V Evropě se od 15. až do konce 18. století  všeobecně nosily kalhoty ke kolenům. V 17. století je nosili nizozemští emigranti (jako novinku) v New Yorku. Jedna známá nizozemská rodina se jmenovala Knickerbocker, od  jejich jména (nebo zkráceně knicker) se tam odvodilo  označení pro pumpky.
Koncem 19. století přišly pumpky v USA do módy (jako breeches), v Evropě se začaly používat jako turistický oděv.
Klasické pumky pocházejí ze 20. let 20. století. Vyráběly se z trvanllivé vlněné tkaniny a používaly se na pěší (obzvlášť horskou) turistiku, golf a také pro fotbalové brankáře. 
Typický byl polodlouhý, úzký střih s rozšířením na kolenech. 
V 21. století se prodávají ve speciálních obchodech kalhoty v tomto stylu často z měkké balvlněné  tkaniny s podšívkou z viskózy nebo acetátu. Pro určité příležitosti používají pumpky také  ženy.

## Galerie

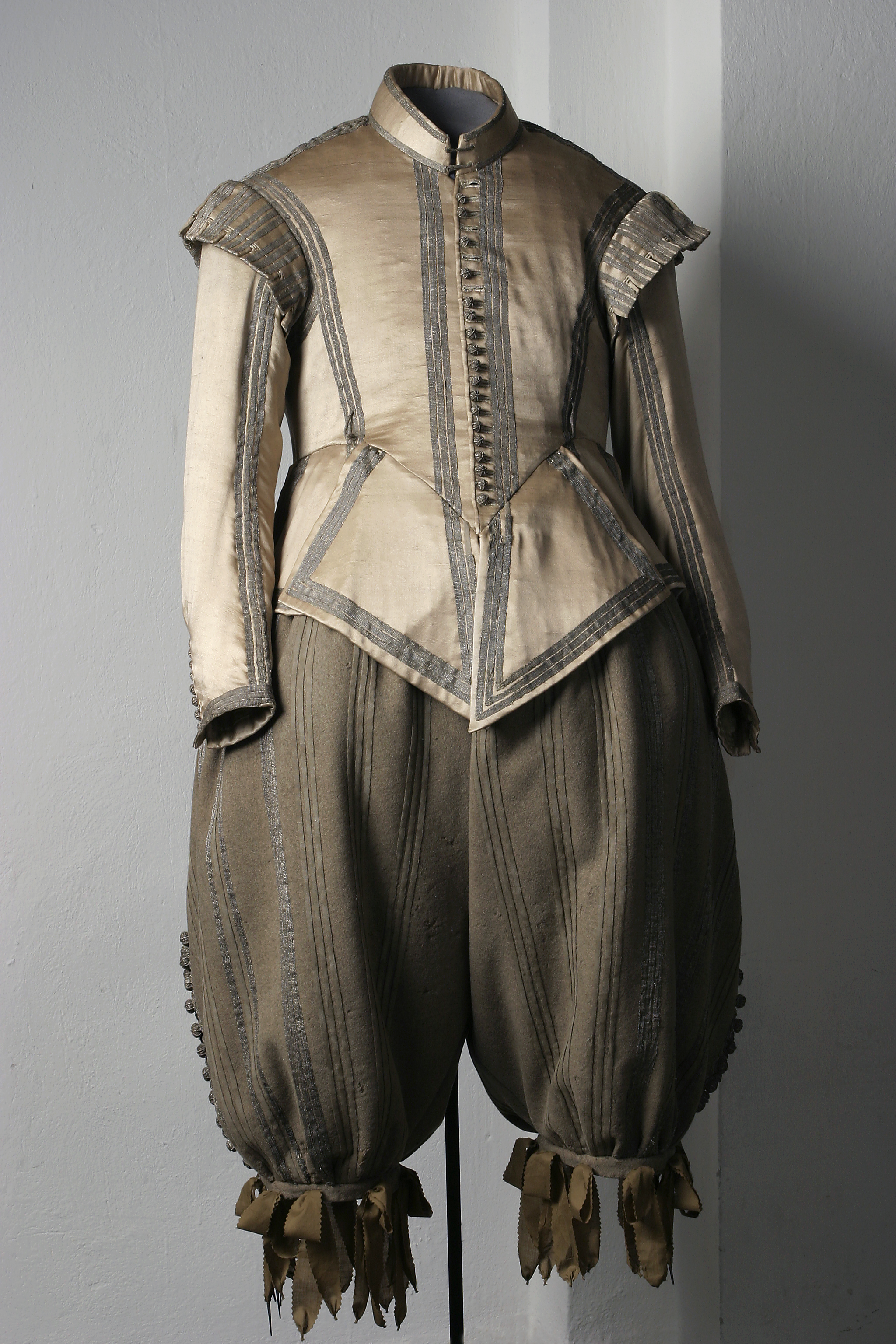
Vesta a pumpky švédského krále (ze začátku 17. století)
Indické dámské pumpky z konce 19. století (Museum of Art, Cleveland)
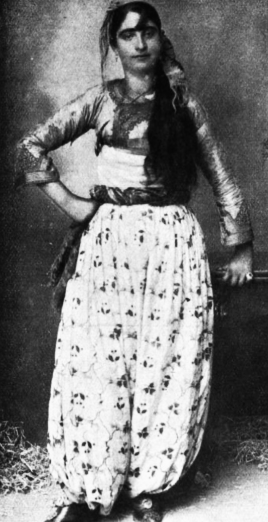
Turecké pumpky (albánská muslimka na začátku 20. století)
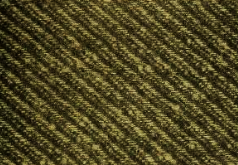
Vlněná tkanina na pumpky 340 g/m² (snímek z roku 1914)
"Knickers" (USA 1921)
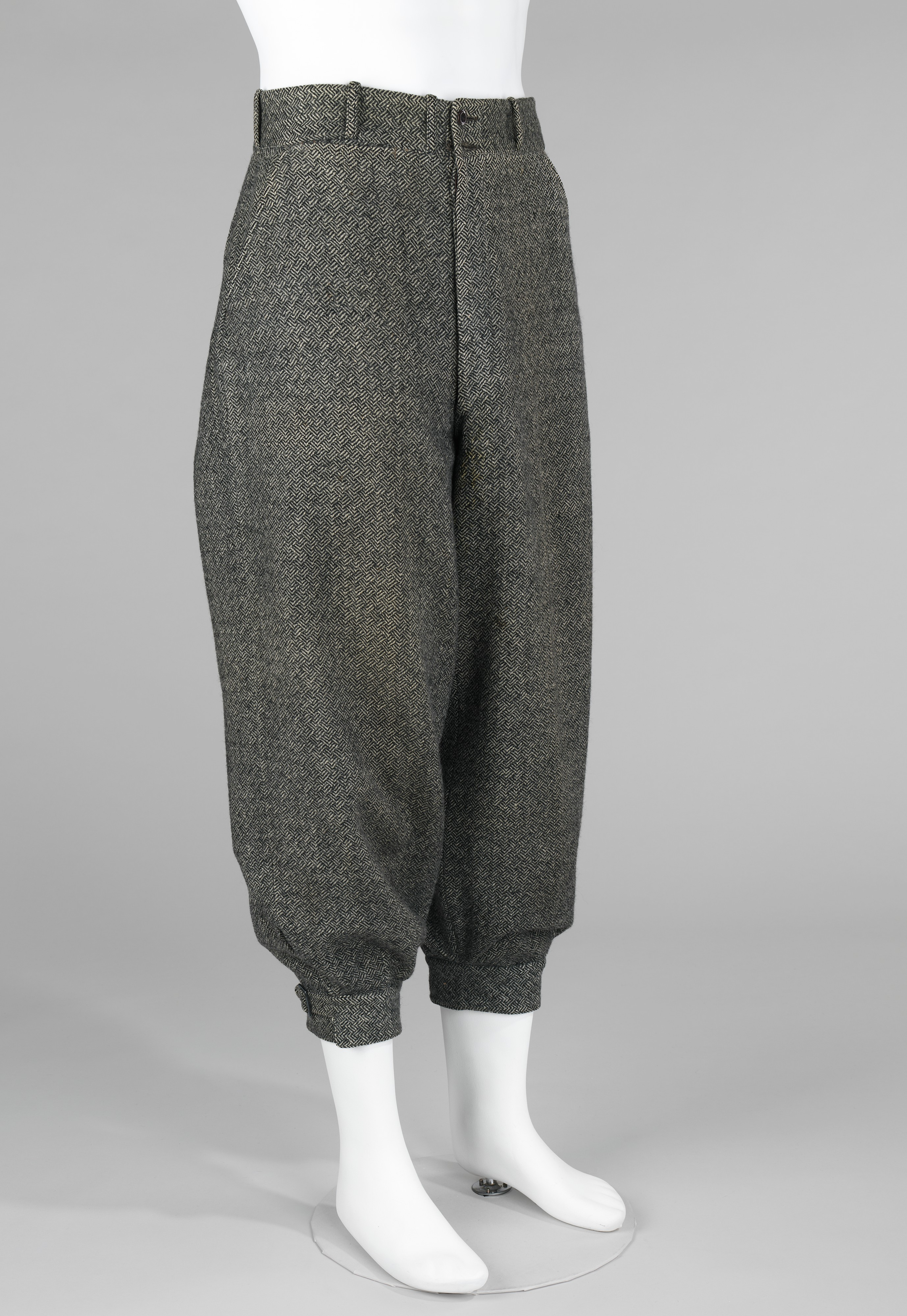
"Knickerbockers" v USA 1925 ( Metropolitan Museum of Art)
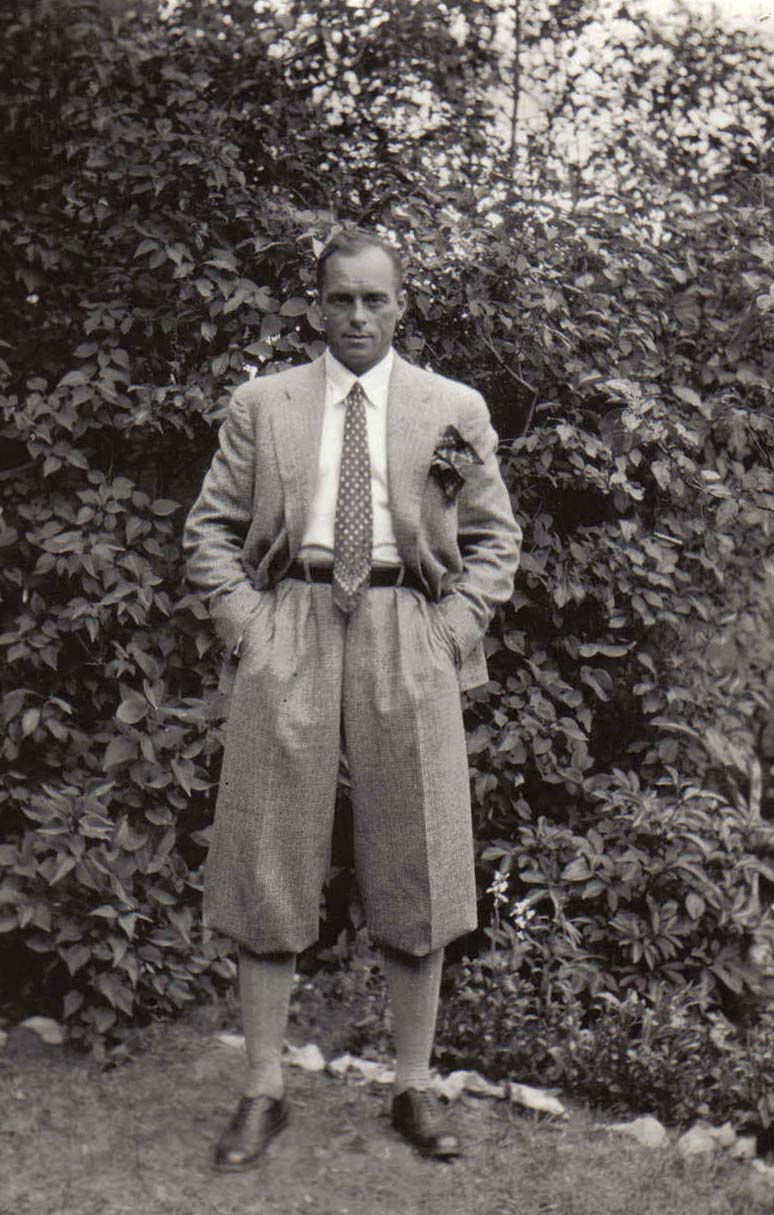
Klasické pumpky ("Knickerbocker", Německo v roce 1925)
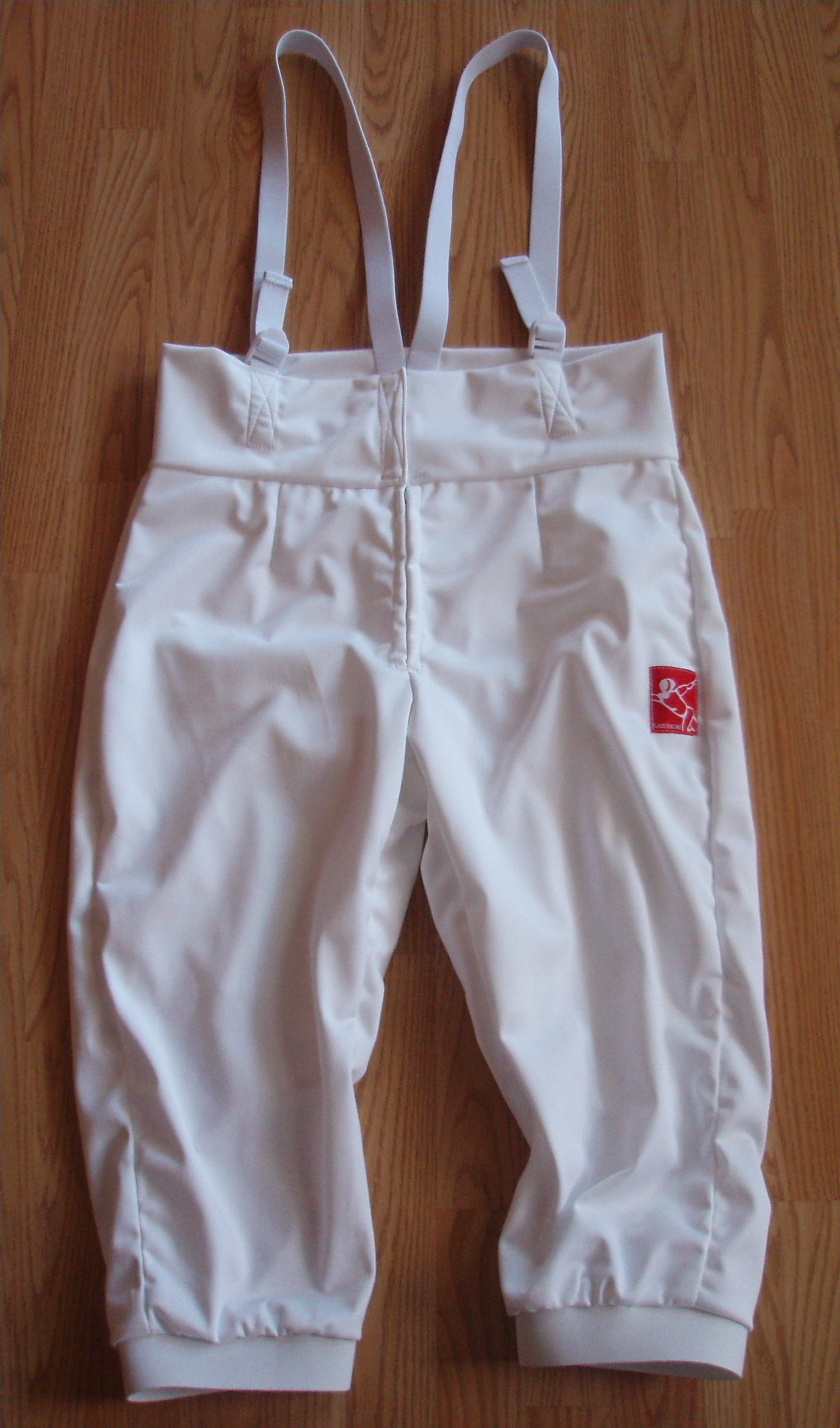
Šermířské pumpky (USA 2006)